# 秋月まい
秋月 まい（あきづき まい）は日本の女性声優。主にアダルトゲームに声をあてている。

## 出演
太字は主役・メインキャラクター。

### ゲーム

#### 2003年
- アネもネ（神宮司五百菜）[1]
- V.G. NEO（相楽桂）[2]
- Casual Romance Club（堀川むつみ）
- Cafe Little Wish（リリィ）
- しあわせのかたち（柊美緒）[3]
- 詩乃先生の誘惑授業（新井佐知子）
- どきどきクローゼット（比奈野夏紀）
- どきどきビーチ! 〜胸騒ぎの予感〜（松原瑠奈）
- みんなに今夜☆会いに来て 裏木戸のカギは一つ（結城 こばと）

#### 2004年
- Angel Wish〜放課後の召使いにチュッ!〜（千歳ゆきな）[4]
- 小雪の朱 〜コユキノアカ〜（桜庭かざり）
- 桜待坂Stories Vol.1（吉野ヒカル、神谷静流、白井珠美）
- THE 面接官（槙村瞳）
- 雫 リニューアル（吉田由紀）
- ナイトウィザード 魔法大戦 〜The Peace Plan to Save the World〜（仁科琴理）
- Fifth Aile（フウコ）
- 幽明境を異にする（一ノ瀬さやか）

#### 2005年
- 神様のいうとおりッ くじびきAI-BIKIスクランブル（羽宮亜鈴）
- 鎖 -クサリ-（綾之部珠美）
- コスってギンギン 第三巻 ナース編（大原桃子）
- コスってギンギン 最終巻 4人とハーレム編（大原桃子）
- Twin Way 〜今を抱きしめて（夜月 舞）
- Tears to Tiara 〜ティアーズ・トゥ・ティアラ〜（エルミン）
- ドーターファッカー 〜パパはご主人様〜（笹原亜夜）[5]
- 中出し痴漢列車 〜女子校生痴漢白書〜（橋本かなめ）[6]
- HEAVEN 〜Death Game〜（樋口梓）[7]
- ゆりね〜おねえさまがおしえてくれた〜（久慈川カレン）
- 揺れる巨乳恥女列車 〜痴漢されたい女達〜（日向みさき）[8]
- L’Heure Bleue 〜ルール・ブルー〜（リズ）[9]
- 露出の女神さま 石田観月編（胡桃沢久美子）
- 露出の女神さま 大塚彩香編（胡桃沢久美子）
- 露出の女神さま 胡桃沢久美子編（胡桃沢久美子）
- 露出の女神さま 星野絵美編（胡桃沢久美子）
- 露出の女神さま 露出女神さまとハーレム編（胡桃沢久美子）

#### 2006年
- ウィズ アニバーサリィー（グラニテ）[10]
- ウィズ アニバーサリィー FUNTA! feat.RURU（グラニテ）[11]
- 少女狩り（長瀬夕実）[12]
- スピたん Spirits Expedition―in the Phantasmagoria―（セリア・B・ラスフォルト）[13]
- スピたん SPECIAL BOX（セリア・B・ラスフォルト）
- 痴漢貴族（永瀬きよみ）[14]
- 波の間に間に 〜さざなみ診療所〜（片瀬梨花）
- 晴れた日には天使が見える Angel Report（流々）
- Fifth 〜Eternal Collection Box〜（フウコ）
- PRINCESS WALTZ（野々宮のどか）[15]
- 爆乳喫茶（倉田花梨）
- ぱちぱちサーキット 〜やっぱレースクイーンは「速い男」が好きな訳よ〜（川瀬麻衣子）[16]

#### 2007年
- 秋のうららの 〜あかね色商店街〜（小田島まゆ）
- 秋のうららの外伝 まゆのおさな妻日記（小田島まゆ）
- 永遠のアセリア 〜この大地の果てで〜 PC版（テムオリン、セリア）
- STEP×STEADY（島倉葉月）[17]
- ね〜PON?×らいPON!（レスカ）[18]
- ピリオド（加賀宮鈴）[19]

#### 2008年
- てとてトライオン!（胡桃沢鈴姫）[20]
- ピリオド -SWEET DROPS-（加賀宮鈴）[21]
- 夢見白書（天川環）[22]
- ワンダリング・リペア!（ワスレナ・ミーナット）[23]

#### 2010年
- 永遠のアセリア Special Edition（セリア・ブルースピリット）

#### 2012年
- てとてトライオン! TROPICAL（胡桃沢鈴姫）

### アダルトアニメ
- 連結方式 1st.「HOLD」（美咲）
- 誘惑（染井桜）